# Световно първенство по шахмат 1993
Световното първенство по шахмат през 1993 г. е сред най-спорните световни първенства в историята на шахмата.
Действащият световен шампион Гари Каспаров и претендентът Найджъл Шорт се отцепват от Световната шахматна федерация (ФИДЕ) и играят мач за световната титла под егидата на основаната от тях Професионална шахматна асоциация. В резултат на това ФИДЕ отнема титлата на Каспаров и организира мач за титлата между Анатоли Карпов и Ян Тиман.

## Квалификационен цикъл
Карпов, Тиман, Юсупов и Шпеелман се класират директно за кандидатските мачове като финалисти от кандидатския турнир от 1988 до 1990 г. Към тях се присъединяват 11-те най-добри играча от интерзоналния турнир, провел се в Манила с 64 участници през юни-юли 1990 г.
Кандидатските мачове се провеждат от януари 1991 до януари 1993 г. Осминафиналите се играят във Вайк ан Зее, Рига, Лондон, Сараево и Мадрас през януари-февруари 1991 г. Четвъртфиналите се играят в Брюксел през август 1991 г. През април 1992 г. се играят полуфиналите в Линарес, а финалът се провежда в Сан Лоренцо де Ел Ескориал през 1993 г.

## Спор и финални мачове
Според регламента на ФИДЕ Световната шахматна федерация, действащият шампион (Каспаров) и претендентът (Шорт) трябва заедно да определят град-домакин на мача. Каспаров и Шорт обявяват, че президентът на ФИДЕ Флоренцио Кампоманес е нарушил правилата като е избрал Манчестър еднолично. До 2006 г. има два световни шампиона по шахмат.

### Финален мач на ПША
Финалният мач на Професионалната шахматна асоциация се провежда в Лондон през септември и октомври 1993 г. Главен спонсор е вестник Таймс.
|          | 1 | 2 | 3 | 4 | 5 | 6 | 7 | 8 | 9 | 10 | 11 | 12 | 13 | 14 | 15 | 16 | 17 | 18 | 19 | 20 | Общо    |
| -------- | - | - | - | - | - | - | - | - | - | -- | -- | -- | -- | -- | -- | -- | -- | -- | -- | -- | ------- |
| Каспаров | 1 | ½ | 1 | 1 | ½ | ½ | 1 | ½ | 1 | ½  | ½  | ½  | ½  | ½  | 1  | 0  | ½  | ½  | ½  | ½  | 12.5/20 |
| Шорт     | 0 | ½ | 0 | 0 | ½ | ½ | 0 | ½ | 0 | ½  | ½  | ½  | ½  | ½  | 0  | 1  | ½  | ½  | ½  | ½  | 7.5/20  |

### Финален мач на ФИДЕ
Финалният мач на ФИДЕ се провежда в Зволе, Арнхем, Амстердам и Джакарта от септември до ноември 1993 г.
|        | 1 | 2 | 3 | 4 | 5 | 6 | 7 | 8 | 9 | 10 | 11 | 12 | 13 | 14 | 15 | 16 | 17 | 18 | 19 | 20 | 21 |  | Общо |
| ------ | - | - | - | - | - | - | - | - | - | -- | -- | -- | -- | -- | -- | -- | -- | -- | -- | -- | -- |  | ---- |
| Тиман  | 0 | 1 | = | = | = | 0 | = | = | = | 0  | =  | =  | =  | 0  | 0  | 0  | =  | =  | =  | 1  | =  |  | 8.5  |
| Карпов | 1 | 0 | = | = | = | 1 | = | = | = | 1  | =  | =  | =  | 1  | 1  | 1  | =  | =  | =  | 0  | =  |  | 12.5 |